# Joris Lippens
Joris Lippens (Eeklo, 15 augustus 1924 – aldaar, 15 oktober 2011) was een Belgisch componist, muziekpedagoog, dirigent, arrangeur en gitarist.

## Levensloop
Lippens studeerde muziektheorie, contrabas, accordeon, piano, orgel en gitaar zowel aan het Conservatorium Gent als het Koninklijk Vlaams Conservatorium Antwerpen. De studie werd regelmatig onderbroken door allerlei activiteiten op het gebied van de kleinkunst en de amusementsmuziek. Hij trad op met verschillende ensembles en artiesten, exploreerde erbij de meest uiteenlopende genres en stijlen, maar bleef intussen ijverig studeren. 
Als muziekleraar was hij werkzaam aan het Stedelijk Conservatorium van Kortrijk en vanaf 1965 als gitaar- en harmonieleraar aan de Stedelijke Academie voor Muziek en Woord in Eeklo. In 1980 werd hij in Eeklo tot directeur van de muziekacademie benoemd. In deze functie bleef hij tot 1990. Hij was dirigent van het symfonisch orkest. 
Als componist schreef hij werken voor gitaar, piano, blaasinstrumenten, slagwerk, blaasorkest en orkest. 

## Composities

### Werken voor orkest
- Eecloa, voor orkest
- Nympheas, voor orkest
- Eeklo 750, voor gemengd koor en orkest

### Werken voor harmonie- of fanfareorkest
- 1976 Huldekoraal, voor koperensemble en harmonieorkest
- 1979 Amicitiakoraal, voor koperensemble en harmonieorkest
- Decennium 5, voor harmonie- of fanfareorkest
- Eeklo 750, voor gemengd koor en harmonieorkest

### Vocale muziek

#### Werken voor koor
- Eeklo 750, voor gemengd koor en koperensemble (of orkest, of harmonieorkest)

### Kamermuziek
- Aërofon-Fest, voor instrument(en) in ut of bes en piano
- Aërofonenkwartet, voor dwarsfluit, hobo, klarinet en fagot
- Drum Up, voor slagwerk en piano
- Duo, voor dwarsfluit en hobo
- Harlekinade, voor koperkwintet
- Kleine suite, voor hobo (of klarinet) en fagot
- Schmo, voor altsaxofoon en piano
- Timeless, voor saxofoonkwartet

### Werken voor piano
- Drie stukken

### Werken voor gitaar
- 1976 Mosaic - zes speelstukken
  1. Comodidad
  2. Invention 1
  3. Invention 2
  4. Intermezzo
  5. Prelude
  6. Attractive
- High Power
- Thema en variaties
- Tien stukken